# Семён Васильевич Виселицын
Семён Васильевич Виселицын-Димитриев-Нетшин (ум. после 1525) — наместник трети Московской в 1520—1525 годах, сын Василия Андреевича Виселицы Дмитриева-Нетшина.

## Биография
Семён происходил из московского дворянского рода Нетшиных (Дмитриевых). Его отец, Василий Андреевич Виселица, был вторым из трёх сыновей Андрея Дмитриевича Нетшина, боярина удельного князя Ивана Андреевича Можайского, и старшим братом Григория Андреевича Мамона, приближённого советника великого князя Ивана III Васильевича. Об отце Семёна неизвестно ничего. Сам он, согласно родословным, был старшим из двух сыновей, у него был бездетный брат Константин. 
В 1520—1525 годах Семён был наместником трети Московской, после чего сведения о нём пропадают.

## Брак и дети
Имя жены Семёна неизвестно. Согласно родословным, у него был единственный сын:
- Михаил Семёнович, в родословных показан бездетным[3].